# Братское (Софиевский район)
Братское (укр. Братське) — село,
Запорожский сельский совет,
Софиевский район,
Днепропетровская область,
Украина.
Код КОАТУУ — 1225283502. Население по переписи 2001 года составляло 189 человек .

## Географическое положение
Село Братское находится на берегу реки Каменка,
выше по течению на расстоянии в 0,5 км расположено село Червоный Орлик (Криничанский район),
ниже по течению на расстоянии в 1 км расположено село Запорожское.
Река в этом месте пересыхает, на ней сделано несколько небольших запруд.